# 覚乗寺高台院霊屋
覚乗寺高台院霊屋（かくじょうじこうだいいんおたまや）は、宮城県登米市登米町にある伊達宗倫の霊屋。別名は「天山公廟」。県から有形文化財に指定されている。

## 概要
伊達宗倫は伊達家仙台藩2代藩主忠宗の五男であり、登米伊達家第4代当主であった。1670年（寛文10年）、江戸からの帰途に仙台で病没し、当霊屋は2年後の1672年に建立された。1953年（昭和28年）3月21日に宮城県から有形文化財に指定された。現在の建物は1972年3月、1年数か月をかけて往時の姿に復元されたものである。

## 建築
廟の大きさは、方三間、桁行・梁間ともに23尺5寸（約7メートル）、向拝1間、前面縁付で素木造、床板張、屋根は宝形造、木羽葺。内部には漆塗、胡粉塗、金具で装飾された須弥壇（しゅみだん）があり、その上に方三尺、入母屋造、柿葺の家形厨子が置かれている桃山様式の建物。また、その床下には石畳の墳墓が設置されている。宗倫の兄、伊達光宗の霊廟である円通院三慧殿（重要文化財）と共に仙台藩霊屋建築の秀作と言われる。

## 現地情報

### 所在地
- 宮城県登米市登米町寺池上町35番地

### 交通アクセス
- 三陸沿岸道路登米ICより車10分
- 東日本急行バス停とよま明治村より徒歩8分

### 周辺
- 寺池城跡
- 教育資料館
- 海老喜
- 警察資料館
- 水沢県庁記念館
- 伝統芸能伝承館森舞台